# شفيق جبري
شفيق درويش محمد جَبْري (17 يناير 1898 - 23 يناير 1980) شاعر سوري ومن أعلام الأدب القرن العشرين فيها. ولد في دمشق ونشأ بها. تلقّى دروسه في مدرسة الآباء اللعازريين لتسعة أعوام. غادر دمشق إلى يافا عام 1913، وكان يراسل منها جريدة المهذب في زحلة. كان له ولع بقراءة الشعر الكلاسيكي العربي. وكذلك طالع الأدب الفرنسي وتأثّر بكبار أعلامه. عمل رئيسًا لديوان المعارف في عام 1918. ثم شغل منصب عميد كليّة الآداب في جامعة دمشق وأستاذ الأدب القديم فيها بعد أن أُنشئت الجامعة في 1928. تميز بجديّته المنفّرة وكان يوثر العزلة وقلّة الكلام وعاش طول حياته عزبًا. التزم بالوطنية في أشعاره وأطلق عليه الشاعر أحمد شوقي لقب شاعر الشام. له مؤلفات ودراسات ومقالات أدبية عديدة وديوان بعنوان نوح العندليب. توفي في بلودان ودُفن بمقبرة الباب الصغير بدمشق.

## سيرته
ولد شفيق بن درويش بن محمد جَبري في حي الشاغور من أحياء دمشق القديمة في ليلة الأربعاء 17 يناير 1897 /14 شعبان 1314 ونشأ بها. ولما بلغ الخامسة من عمره أرسله والده إلى كتاتيب الحي فتعلَّم القرآن والخط والحساب، وبعد سنة نقله إلى مدرسة الآباء اللعازريين فمكث فيها تسع سنوات حصل في نهايتها على شهادة الدراسة الثانوية سنة 1913، وأتقن فيها اللغة الفرنسية ومبادئ الإنكليزية. أتقن أيضًا اللغة العربية وآدابها، فحفظ وقرأ المعلقات والشعر الجاهلي والإسلامي.

وفي سنة 1918 بدأ بنشر قصائده في الصحف، وعمل مراقبًا للمطبوعات، ومترجمًا، ثم أمينًا لوزارة الخارجية. وعُيّن في 1920 رئيسًا لديوان وزارة المعارف، واستمرَّ ينشر المقالات والقصائد وهو في هذه الوظيفة. وفي سنة 1924 عُيّن مديرًا لمدرسة الآداب العليا. انتُخب عضوًا في المجمع العلمي العربي بدمشق في 1926. ثم انتُخب عضوًا مراسلًا في مجمع اللغة العربية في القاهرة سنة 1950م، وعضوًا مؤازرًا في المجمع العلمي العراقي سنة 1970م، وجُدّد انتخابه سنة 1979م. 

وفي سنة 1928 عُيّن أستاذًا في كلية الآداب في الجامعة السورية، ثم عميدًا لهذه الكلية في سنة 1947، فكان أول عميد لها. وفي سنة 1958 عُيّن عضوًا في المجلس الأعلى لرعاية الفنون والآداب والعلوم الاجتماعية إبان الوحدة السورية المصرية 1958 - 1961. وفي لسنة 1958 أُحيل على التقاعد، وانقطع إلى الكتابة والتأليف في بيته الريفي في بلودان.

توفي شفيق جبري في 6 ربيع الأول 1400 هـ / 23 يناير 1980 ودُفِن في مقبرة الباب الصغير بدمشق. 

## تكريمه
سُمّي أحد مدرجات كلية الآداب في جامعة دمشق باسمه تكريمًا وتقديرًا له، وكذلك سُمّي أحد شوارع دمشق باسمه.

## شعره
ذكره عبد العزيز البابطين في معجمه وقال عنه «في عبارته جزالة وجهارة، ومباشرة وتحدد، يهتم بالمطالع والمقاطع، ويعنى بصقل العبارة وحسن وقعها في السمع، يصف كتابه «أنا والشعر» طريقته في اقتناص قصيدة، ومعاناته في تهذيبها، مستعينًا بمحفوظه من شعر القدماء وشعراء عصره، يشغل شعر المناسبات القومية والوطنية، والمشاركات الاجتماعية مساحة كبيرة في ديوانه، ولكن عنايته بالصقل والتجويد ترتفع بالصياغة إلى مستوى الموهبة المتمكنة.» 

## مؤلفاته
من مؤلفاته في الأدب:
- المتنبي مالئ الدنيا وشاغل الناس
- الجاحظ
- دراسة الأغاني
- محاضرات محمد كرد علي
- العوامل النفسيّة في سياسة العرب
- أنا والشعر
- أنا والنثر
- بين البحر والصحراء
- أحمد فارس الشدياق
- أفكاري
- أبو الفرج الأصبهاني
- أرض السحر
- أناتول فرانس
- دراسة عن شوقي
- رحلة إلى أوروبة على صخور صقلية
- يوميات الأيام

من دواوينه الشعرية:
- نوح العندليب

## كتب عنه
- شفيق جبري رجل الصناعتين، تأليف غسان كلاس، بالمشاركة.